# Alfred Kälin
Alfred Kälin   (Suïssa, 16 de gener de 1949) és un esquiador de fons suís, ja retirat, que va competir durant la dècada de 1970.
El 1972 va prendre part als Jocs Olímpics d'Hivern de Sapporo, on va disputar dues proves del programa d'esquí de fons. Formant equip amb Albert Giger, Alois Kälin i Eduard Hauser guanyà la medalla de bronze en la prova del relleu 4x10 quilòmetres, mentre en els 30 quilòmetres fou dissetè. Quatre anys més tard, als Jocs d'Innsbruck, disputà tres proves dels del programa d'esquí de fons. Destaca la cinquena posició en el relleu 4x10 quilòmetres.